# Bouchard Père & Fils
Pour les articles homonymes, voir Bouchard.
Bouchard Père & Fils est un domaine viticole et une maison de négoce, situé en Bourgogne.
Le domaine est composé sur 130 hectares, il s'étend le long de la Côte. Le siège, les bureaux et les chais sont implantés à Beaune dans les fortifications et bastions des restes de l'ancien château de Beaune construit par Louis XI en 1482. Sa dernière cuverie de 2005 est à Savigny-lès-Beaune, hors des vignes, contrairement à la notion de domaine en Bordelais qui se fond souvent dans le terme château et qui regroupe l'ensemble.
Dès 1723 Michel Bouchard, marchand drapier du Dauphiné commence aussi dans ses tournées en Bourgogne, en tant que commissionnaire, à acheter du vin aux vignerons et à le livrer en queues et feuillettes par voituriers à ses clients. En 1738, il s'établit définitivement avec sa famille à Beaune, Rue Maufoux, pour son commerce de drap installé en 1731. En 1746, il associe officiellement son fils Joseph, pour moitié à son affaire, instituant le commerce Bouchard père & fils, mais la société sous le nom officiel « Bouchard Père & Fils » ne sera créée qu'en 1785 avec Joseph et son fils Antoine-Philibert-Joseph. Elle est rachetée par la famille Henriot, en 1995. La holding familiale adopte la dénomination « La Vigie » par absorption de cette société en 2004. Joseph Henriot décède, la présidence du conseil d'administration de « La Vigie », est assurée par Gilles de Bégon de Larouzière-Montlosier le 27 avril 2015. Elle est dirigée à partir du 12 mars 2018 par Thomas Seiter en remplacement de Christian Albouy, ancien directeur général de la crème de cassis Lejay-Lagoute, liquoriste dijonnais racheté en 2004 et revendu en 2019 au no 2 français des vins et liqueurs La Martiniquaise. 30 septembre 2022 la Maison Bouchard Père & Fils ainsi que le domaine William Fèvre (Chablis) passent sous pavillon Artémis Domaines de François Pinault , qui recèdera les 72 ha du domaine William Fèvre en juillet 2023 aux Domaines Barons de Rothschild (Château Lafite). Thomas Seiter quitte ses fonctions de directeur général en novembre 2022 pour prendre celles de président directeur général de la maison Jadot propriété du groupe américain Kobrand Corporation et seconde maison en Bourgogne derrière Boisset, propriétaire de Bouchard Aîné & Fils.  

## Présentation
Bouchard Père & Fils s’est constitué au fil du temps avec différents membres de la famille Bouchard, selon les règles qui obéissent à une certaine loi successorale de primogéniture, aux liens matrimoniaux, aux successions et partages, aux orientations stratégiques et économiques au sein de la société civile tout au long de l'histoire sur près de deux siècles et demi, avec de multiples acquisitions en créant un des plus grands domaines de Bourgogne, très diversifié : il compte aujourd'hui près d’une centaine de « climats » différents, dont de prestigieuses exclusivités, comme le Beaune Grèves Vigne de l’Enfant Jésus ou le Beaune du Château. Il existe également une partie négoce pour laquelle la maison Bouchard Père & Fils a des accords de longue date avec les viticulteurs de la région et des domaines.
En 1728, Michel Bouchard, effectue ses tournées sur toute la côte de Beaune, en plus de ses articles, en tant que commissionnaire, il livre également du vin à ses clients dans les villages avoisinants, vin qu'il commande aux vignerons comme ceux de Savigny-lès-Beaune et ce dès 1711.
En 1731, Michel Bouchard (°1692 †1755), marchand drapier en gros du Dauphiné près de Briançon, avec son associé et beau-frère Joseph Gaillard installent un fonds de commerce de draps à Beaune et dépôts à Dijon et Chalon-sur-Saône.
En 1738, quittant le Fressinet, dans les Hautes-Alpes près de Briançon, il s'établit définitivement à Beaune avec Marie Gaillard (°1689,†1776), sa femme et les deux seuls enfants qui lui restent, Joseph (°1720,†1804) âgé de dix-huit ans et Antoinette (°1723,†1826) de quinze ans ; Joseph connaissant déjà fort bien la région depuis son plus jeune âge, étant avec son père pour apprendre "Lart de marchandize" sur les foires et marchés, dès l'âge de 15 ans.
En 1746, instituant alors Bouchard père & fils ainsi considérée comme l'une des plus vieilles maisons de Bourgogne, bien qu'essentiellement encore tournée vers le commerce de draps et toiles en gros, Joseph prend une participation égale à la moitié de l'affaire de son père, qui lui cède la totalité de ses parts en 1750. Marquant ainsi avec ce commerce de marchand drapier en gros, le début de la famille Bouchard dans le commerce des vins, qu'il initia officieusement au temps de son père ; Joseph privilégie les vins de Vollenay déjà très réputés, son livre d'inventaire de 1746 laisse pour la première fois apparaître après les toiles et rubans des dépôts et magasin, un stock de vins de Vollenay, dont « 5 queu de vin de Vollenay de Rossignol à 360 livres - 6 pièces 1 feuillettes jacques Grozelier Vollenay à 340 livres.. ».
En 1757, deux ans après la mort de son père, Joseph Bouchard, crée sa propre société éponyme. En 1761, il s'associe avec Nicolas Tainturier, marchand et commissionnaire en vins depuis 1759, et crée la société - Joseph Bouchard & Nicolas Tainturier - pour officialiser son affaire exclusivement spécialisée dans le commerce de vins. En 1772, après la mort de Nicolas Tainturier, Joseph s'associe avec Philibert Patriarche, son commis depuis 1768, et crée la société Bouchard & Patriarche, conservant les 3/4 du commerce de vins tout en conservant la société, Joseph Bouchard & Compagnie. En 1775, Joseph Bouchard acquiert une maison et pour la première fois un domaine de vignes sur Vollenay et à Beaune, premières vignes du domaine Bouchard Père & Fils.
En 1780, Joseph Bouchard fait entrer son fils Antoine-Philibert-Joseph âgé de 21 ans dans la société alors que Philibert Patriarche fait entrer quant à lui son neveu Jean-Baptiste Patriarche, âgé de 22 ans, donnant la naissance de la société Joseph Bouchard Père & Fils & Patriarche.
En 1782, Antoine-Philibert-Joseph Bouchard se marie avec Rose Judith Théodorine Dechaux. Lors de cette alliance, les armoiries du grand-père de Rose Judith Théodorine, Gaspard Maufoux, marchand drapier et échevin de Beaune, issues elles-mêmes de la famille de son épouse Nicole Couturier, entreront dans la famille Bouchard. Celles-ci sont choisies au début du XIXe siècle comme emblème de la maison Bouchard Père & Fils.
En 1785, dissension entre les associés ; dissolution de la société Joseph Bouchard Père & Fils & Patriarche ; création officielle des sociétés concurrentes Bouchard Père & Fils et Patriarche.
En 1791, pendant la Révolution française, avec la confiscation des biens ecclésiastiques par la Révolution et la vente de ces biens, Antoine-Philibert-Joseph (1759-1860) fut un des plus gros acheteurs de biens nationaux pour le compte de son père Joseph Bouchard. Le domaine s’agrandit d'une manière très significative.
En 1820, Bouchard Père & Fils installe ses caves dans les bastions et souterrains des restes de l'ancien château de Beaune, site inscrit aux « monuments historiques » en 1937.
En 1859, les armes utilisées comme emblème de la maison Bouchard Père & Fils et provenant de la famille de Nicole Couturier, mère de Jean-François Maufoux, sont agrémentées par Louis Morel-Retz (1825 Dijon -1899), connu sous le nom de STOP, nom de son propre chien et pseudonyme qu'il choisit en tant que célèbre dessinateur et caricaturiste du XIXe siècle, ami de Julien Bouchard, fils cadet de Bernard Bouchard, qui suivait avec assiduité ses cours de dessin. Ainsi à la demande de Bernard Bouchard, celui-ci offrit ses services à la maison Bouchard Père & Fils pour orner le blason de la maison, emblème de l’enseigne, d'un support avec deux têtes de loup posées de front en mémoire de Jean-François Maufoux, maire de Beaune et assermenté en tant que Lieutenant de louveterie mais aussi en mémoire d'Antoine-Philibert-Joseph, dit « Le Centenaire », qui décédera en janvier 1860 à l'âge de 100 ans 9 mois et 24 jours.

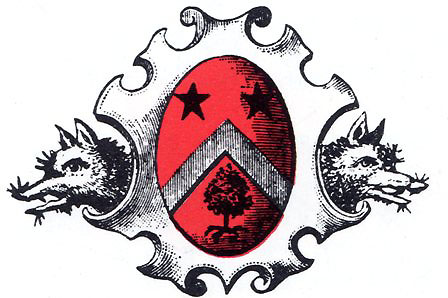
Blason original du XIXe siècle utilisé pour l'habillage des bouteilles, collerettes & étiquettes de 1859 à 1942

Au cours du XXe siècle, le domaine continue de s’étendre et à la veille de la Première Guerre mondiale la maison Bouchard Père & Fils possède un patrimoine réparti dans plus de 35 climats pour une surface totale supérieure à 50 hectares.
En 1942, durant la période de l'Occupation allemande de la France et de la Collaboration en France, François Bouchard, alors dirigeant de la société et président du Syndicat des Négociants en Vins Fins de Bourgogne, fait modifier le blason familial et son support avec les têtes de loup, en loup féroce avec crocs et langue tirée.

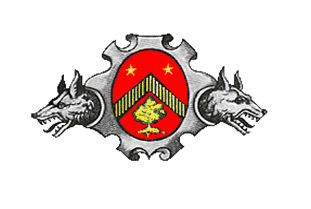
Blason modifié en 1942 sous la période de la collaboration et utilisé pour l'habillage des bouteilles, collerettes & étiquettes, jusqu'à fin 2017

En 1995, la famille Bouchard cède la maison à la famille champenoise Henriot, Joseph et ses trois sœurs Marie, Pauline et Madeleine (Champagne Henriot - Société « Henriot & associés »).
En 2005, elle ouvre sa nouvelle cuverie Saint-Vincent à Savigny-lès-Beaune.
En avril 2015, décès de Joseph Henriot. Son neveu Gilles de Bégon de Larouzière-Montlosier prend la présidence du conseil d'administration de « La Vigie », holding familiale.
En octobre 2017, dans le cadre d'une « nouvelle identité », le blason et son support avec les têtes de loup sont modifiés avec des « formes plus voluptueuses » pour être utilisé à partir de cette date sur le logo de l'entreprise et appliqué sur toutes les étiquettes habillant les bouteilles, y compris pour les anciens millésimes, tout en conservant ses têtes de loup féroce de 1942.

Blason modifié fin 2017 sur le logo de l'entreprise et utilisé pour l'habillage des bouteilles, collerettes & étiquettes

En septembre 2022, Artémis Domaines, du groupe de François Pinault, fait l'acquisition de Bouchard Père & Fils par sa fusion avec les Maisons et Domaines Henriot (champagne), ancien propriétaire depuis 1995,,.

## Historique
"L'aventure de Michel Bouchard" du Dauphiné à la Bourgogne.

### Origines du nomBouchard Père & Fils
- 1731 - 1746 : Michel Bouchard (1692[10]-1755) et Joseph Gaillard[5],[3]

- 1751 - 1785 : succession de diverses associations commerciales[4],[5],[3]:
  - Joseph Bouchard et Germain Gaydet en 1751 ;
  - Joseph Bouchard et Nicolas Tainturier de 1761 à 1771 ;
  - Bouchard & Patriarche en 1772 ;
  - Joseph Bouchard et Compagnie de 1772 à 1784 ;
  - Joseph Bouchard Père et Fils et Patriarche de 1780 à 1784 ;
  - Bouchard Père & Fils en 1785, dénomination officielle.

### Premières acquisitions de vignes
- 1775 : Joseph Bouchard achète un domaine à Volnay et une maison à Beaune le 28 mai 1775[11],[3]. Les vignes sur Volnay comprennent entre autres certains climats toujours célèbres aujourd'hui dont : Les Caillerets, Les Chanlins et Les Taille pieds.
C'est avec le fils de Joseph Bouchard, Antoine-Philibert-Joseph Bouchard dit le Centenaire (1759-1860) que la maison prendra son véritable essor.

- 1779 : Antoine-Philibert-Joseph Bouchard se voit remettre quelques ares par son beau-frère dans le lieu-dit des Cent Vignes, aujourd'hui premier cru de beaune.

- 1785 : concentration des affaires autour du commerce des vins provenant du domaine acquis à Volnay, mais aussi avec des vins achetés à d'autres propriétaires. Bouchard Père et Fils s'installe rue Saint-Martin à Beaune[3].

### Révolution française
Les possessions de l'Église ayant été déclarées biens nationaux par le décret du 2 novembre 1789, Antoine-Philibert-Joseph saisit l'occasion d'extension du domaine avec l'acquisition de vignes et fut un des plus gros acheteurs pour le compte de son père. Il acquit de nombreuses parcelles de vignes, qui sont la confiscation de ces biens ecclésiastiques.
- 1791 : vente des biens possédés par l'abbaye de Maizières dans le finage de Beaune dans les parcelles du Clos Landry, des Avaux, des Theurons entre autres. Le lot fut adjugé à Bouchard Fils et l'acte de vente fut signé « Bouchard fils pour mon père » par Antoine-Philibert-Joseph Bouchard. C'est dès cette époque que le Clos Saint-Landry devient monopole de la maison Bouchard Père & Fils[4],[3].
Acquisition d'autres possessions ecclésiastiques :
  - propriété des Chartreux de Beaune avec certaines de ses terres ;
  - vignes situées dans les beaunes Marconnets, provenant des religieuses de la Visitation[4] ;
  - vignes situées dans les beaunes Avaux, ancienne propriété de la Chapelle Saint-Honoré[4].

### XIXesiècle
Cette période est marquée par l'intensification de l'implantation à Beaune et la scission de la Maison.
- Vers 1809 : la famille Bouchard abandonne définitivement le commerce d'étoffes pour se constituer un domaine viticole important à Volnay et à Beaune[3].

- 1810 : Antoine-Philibert-Joseph Bouchard se brouille[17] avec son premier fils Joseph-Théodore âgé de vingt-quatre ans, tous deux membres de la Loge de la Bienfaisance à l'Orient de Beaune[3], qui épousa en 1813 la fille de Simon Maire, négociant à Beaune, lui aussi franc-maçon et membre de la Loge des Amis de la nature et de l'Humanité[3]. La rupture avec son père fût définitive en 1810 et entraînant en 1828 la scission de l'affaire familiale en deux maisons de négoce de vins distinctes, dirigées d'une part par l'aîné, Joseph-Théodore Bouchard, en prenant en 1828 comme dénomination Bouchard Aîné & Fils et d'autre part par son frère, Bernard Bouchard, conservant depuis 1785 la dénomination Bouchard Père & Fils[3].

- 1811 : acte d'association officiel entre Antoine-Philibert-Joseph Bouchard et son second fils, Bernard (1784, 1866). La raison sociale « Bouchard Père et Fils » est précisée avec, au bas de l'acte d'association, les signatures des deux contractants « Bouchard Père » pour le Centenaire et « Bouchard Fils » pour Bernard Bouchard[4].

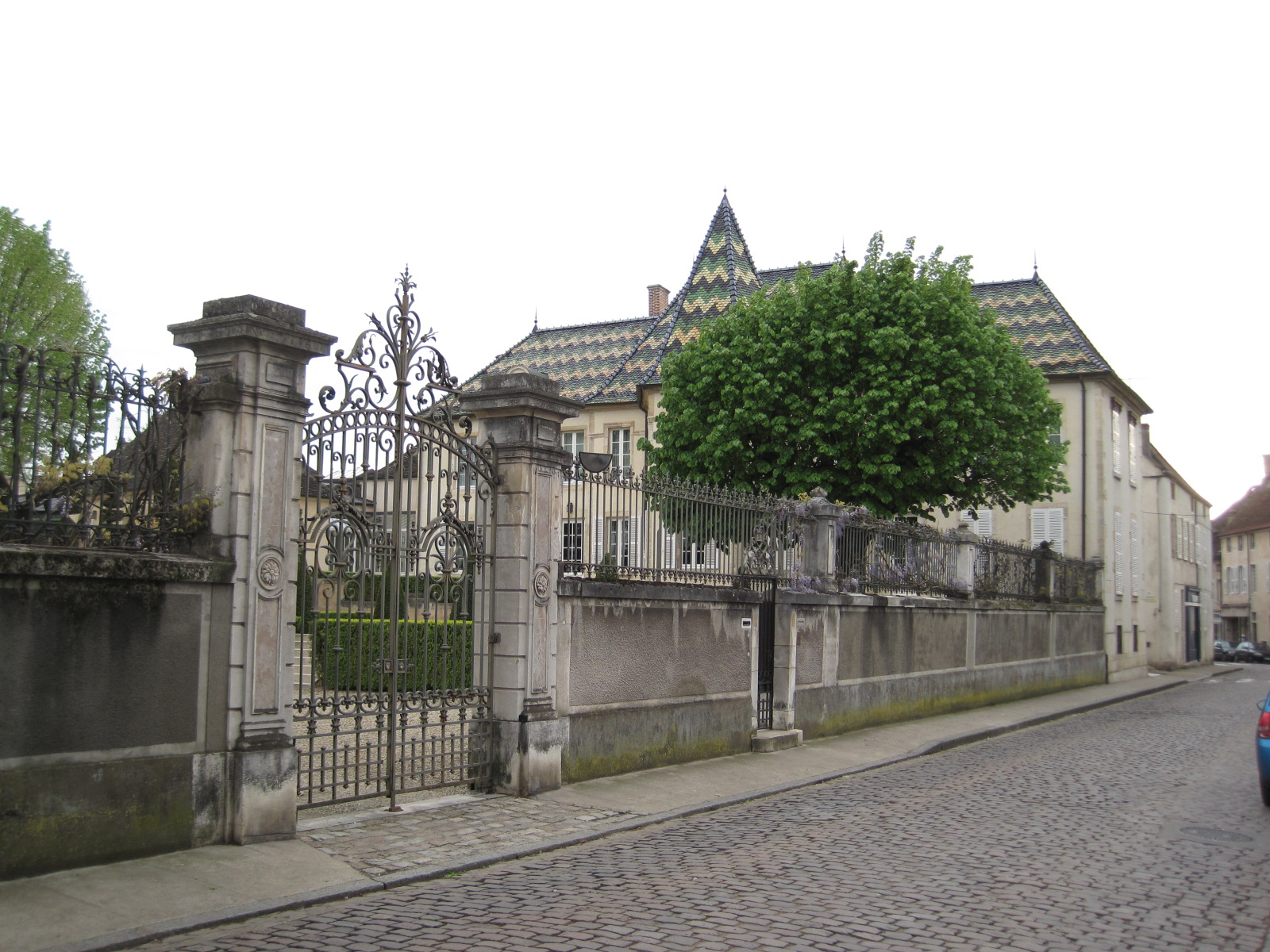
Rue du Château, Beaune

- Rue du Château, Beaune1820 : Bernard Bouchard ayant acquis, de par son beau-père Simon-Étienne-Hugues Morelot, docteur en médecine, chirurgien en chef de l'Hôtel-Dieu et de la Charité et administrateur des Hospices de Beaune, les deux grosses tours à l'est, tour Saint-Jean et tour Madeleine, aliénées le 24 Brumaire an V (1796) avec les restes de l'ancien château, à Antoine Martinon, entrepreneurs[3], achète le reste des anciennes fortifications à la municipalité de Beaune[11]. Les salles sous les bastions transformées en caves fournissant d'excellentes conditions pour faire épanouir et conserver les plus beaux crus. Le siège de la société sera transféré définitivement en 1872 par son fils aîné Antonin.

- 1826 : l'épouse de Bernard Bouchard, Théodorine Morelot hérite de son père, le docteur Morelot, des biens immobiliers et un domaine de plus de trois hectares situés sur le finage de Beaune[3],[4], comprenant entre autres quelques ares sur les climats des Aigrots, du bas des Teurons, des Bressandes, du Clos de la Mousse, du Clos du roi, des Sizies et des Tuvilains[11].

- 1829 : la maison Bouchard Père & Fils achète, une parcelle de vigne sur Beaune dans le climat en Chazeau à Ferdinand Marey-Monge (1802-1869), petit-fils du mathématicien beaunois qui fut le fondateur de l'École polytechnique et ministre de la Marine sous la Convention : Gaspard Monge[18].

#### Acquisition surle Montrachet
- 1838 : sous le règne de Louis-Philippe, acquisition par Bernard et son frère cadet Adolphe (1795-1877) sur le grand cru le Montrachet. L'achat représente 1 hectare 92 ares 60 centiares, sur une des meilleures parcelles de vignes du « plus excellent vin blanc d'Europe » (selon l'abbé Courtépée), qui appartenait au comte André Adolphe François de Bataille de Mandelot[4]. Cette première acquisition fut scindée en deux lots en 1845 après un différend d'exploitation qui opposa Bernard à son frère et qui se régla au tribunal. Bernard obtint par tirage au sort la meilleure parcelle avec 89 a 30 ca et Adolphe 1 ha 6 a 50 ca.

- 1846 : le second fils de Bernard Bouchard, Antonin (1826-1917), entre dans la direction de la maison, puis prend la tête de Bouchard Père & Fils tandis que son frère aîné Théodore, s'installe à Paris. Avec Antonin, la politique d'achats de vignes de la maison Bouchard Père & Fils va de plus en plus répondre à une orientation particulière. Il s'agit de rassembler différentes parcelles dans les entités les plus pratiques du point de vue de l'exploitation et de la gestion des domaines. D'où une constante recherche d'acquisition de parcelles contiguës dans le but de façonner de véritables clos d'un seul tenant.

- 1849 : création à Bordeaux d'un établissement similaire à celui de Beaune avec Théodore Bouchard (1812-1889), fils aîné de Bernard Bouchard[4] qui en est le dirigeant jusqu'en 1852.

#### Acquisition surle Chevalier-montrachet
- 1850-1856 : acquisition des premières vignes sur le grand cru Chevalier-montrachet par Bernard Bouchard en 1850 de 15 ares 85 centiares ; en 1852 de 11 ares 77 centiares ; en 1856 acquisition par Bernard et Adolphe de 50 ares 3 centiares[4].

- 1852 : Julien Bouchard (1833-1921), fils cadet de Bernard Bouchard, dès lors âgé de 19 ans prend la direction de l'établissement à Bordeaux en remplacement de Théodore qui part définitivement à Paris. Pourvu de stocks importants en vins de Bourgogne mais aussi en Bordeaux, Julien lança le développement du commerce à l'export dont la Grande-Bretagne facilité par l'ouverture de la cité bordelaise sur le commerce maritime. Cet établissement bordelais situé des no 115 à 127 rue de Turenne à Bordeaux perdura jusqu'au début de la Seconde Guerre mondiale[4], en 1944 après liquidation de cette succursale, les immeubles, bureaux et caves construits par Julien sont vendus à la maison Albert Bichot en 1958 par un des petits-fils de Bernard Bouchard, fils aîné de Julien Bouchard.

- 1853 : Antoine-Philibert-Joseph Bouchard dit "le Centenaire", cède gratuitement son commerce et sa clientèle à ses trois fils ; Joseph Théodore Bouchard (1783-1848), Bernard Bouchard (1784-1866), Adolphe Bouchard (1795-1877)[4].

- 1854 : achat d'une parcelle dans le premier cru de beaune Grèves.

- 1858 : Antonin Bouchard (1826-1917) et son frère, Julien (1833-1921), s'associent dans le cadre de la raison sociale Bouchard Père & Fils ayant pour objet le commerce des vins de Bourgogne et de Bordeaux[4]. Achat des premières vignes en Grèves Enfants-Jésus[4].

- 1859 : achat de vignes sur le terroir du premier cru des Teurons à Beaune[4].

- 1860 : acquisition par Bernard Bouchard de 14 ares 99 centiares de nouvelles parcelles en Chevalier-montrachet.

- 1861 : le Chevalier-montrachet, une partie du bâtard-montrachet et du Montrachet furent classés en première classe par le Comité d'agriculture de l'arrondissement de Beaune.

- 1864 : achat de vignes sur le finage de Beaune, dans le premier cru Clos du Roi.

- 1865 : Bernard Bouchard achète des vignes sur Chassagne-Montrachet au sein du premier cru En Remilly.

- 1866 : décès de Bernard Bouchard.

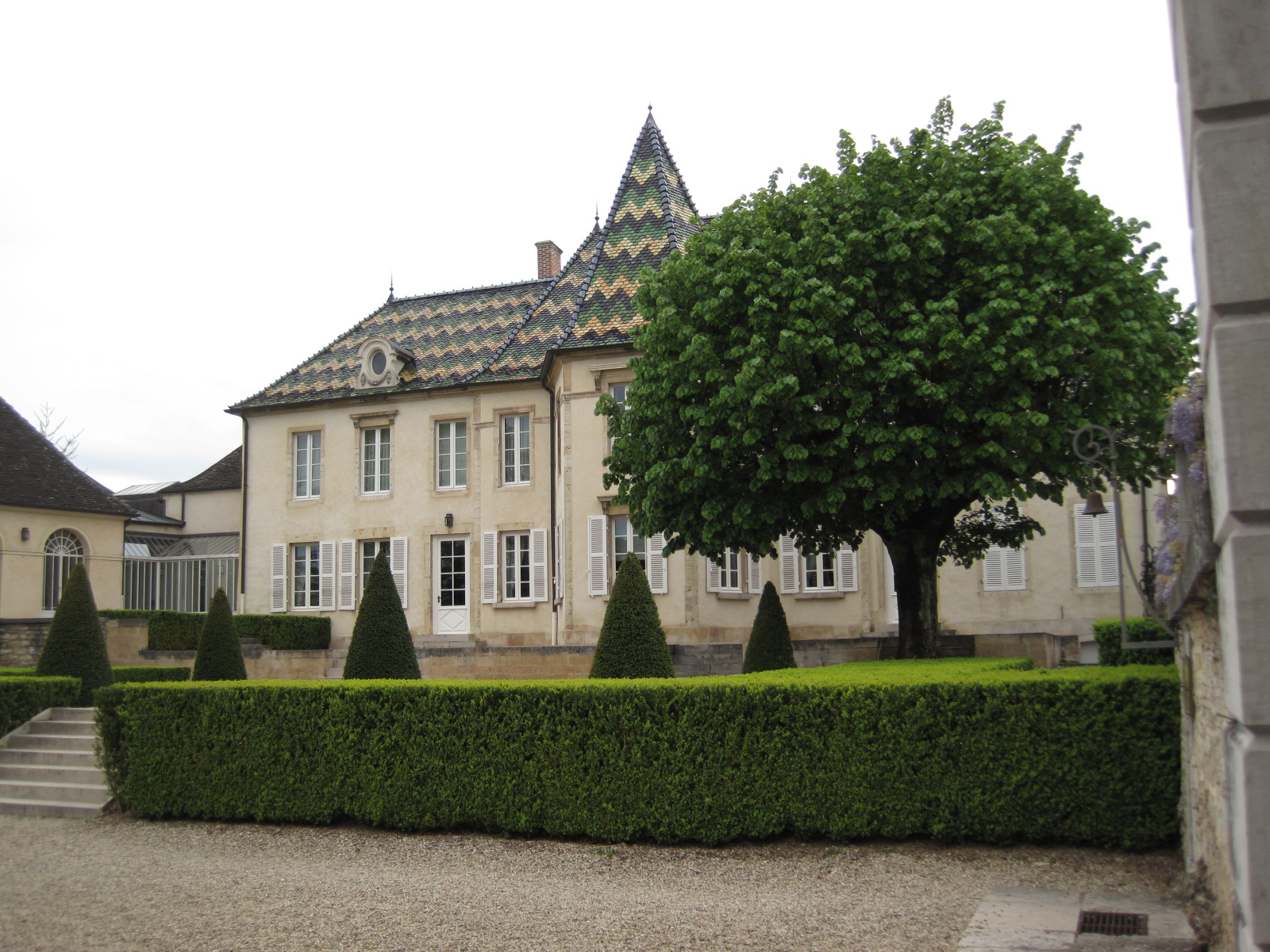
Pavillon du Château de Beaune maison "Bouchard Père & Fils" construit par Antonin Bouchard

- Pavillon du Château de Beaune maison "Bouchard Père & Fils" construit par Antonin Bouchard1872 : Antonin Bouchard transporte le siège de la société[4] rue du Château et fait construire le pavillon actuel aux tuiles vernissées.

#### Acquisition du monopole BeauneClos de la Mousse
Le docteur Simon-Étienne-Hugues Morelot, neveu du célèbre apothicaire des Hospices de Beaune, Claude Morelot, et grand-père maternel d'Antonin et de Julien, possédait 32 ares et 35 centiares en trois parcelles, dont une friche dans le climat Clos de la Mousse ; dont l'origine est attestée en 1220 par son legs au chapitre de Notre-Dame de Beaune par le chanoine Edme de Saudon ; lors du partage de ses biens en 1868 Antonin et Julien en prirent possession, puis par des rachats successifs entre 1863 et 1872 Le Clos de la Mousse le 13 avril 1872 fut entièrement rassemblé et devint le premier cru de Beaune Clos de la Mousse monopole de Bouchard Père & Fils.

#### Crise du Phylloxéra
- 1882 : le premier constat important des parcelles touchées par le Phylloxéra est fait en l'été 1882 aux Pierres Blanches, au Saint Désiré sur le territoire de Beaune puis au Clos de la Mousse. Des essais de « traitements avec du purin -1884-, au poison Taugourdeau (arsenic) -1885-, à l'électricité -1886-, au sulfure et pétrole -1887-, goudron de Norvège et autres substances -1888-, à la naphtaline ou encore de l'eau mélangée avec sulfure et savon noir -1888- »[20], brûlent et provoquent de nombreux dégâts aux ceps. La maison remplace un tiers de sa production en se lançant en 1883, 1884 et 1886 dans la fabrication de “vins fabriqués”, appelés « vins d'eau » ou « vins de substitution », composés de cinquante kilogrammes de sucre pour une pièce d'eau et une pièce et demi de gennes[20]. « Ce nectar semble avoir été amélioré avec l'expérience, mais il n'en demeure pas moins indigne d'être vendu sous l'appellation des grands vins de Bourgogne. Cela a pourtant sans doute été le cas à la fin du XIXe siècle ! »[20]. Durant cette période plusieurs essais sont effectués dans des serres pour un greffage avec des portes-ceps américains initiés dès avril 1884, (interdit jusqu'en 1888), en mai 1885 cinq rangs sont replantés au Clos de la Mousse. Une quarantaine de porte-greffes fut testée par la maison[20]. De 1887 à 1914, 35 hectares 85 ares 52 centiares sont replantés sur le territoire de Beaune. En tout entre 1880 et 1914, la crise du Phylloxéra permit à la maison d'acheter plus de 30 parcelles de vignes contre seulement 23 achats en 90 ans de 1790 à 1880, et de replanter les ceps en ligne pour l'arrivée de la mécanisation et une meilleure culture des sols avec les conseils de sa succursale bordelaise où son chef de culture fut envoyé pour visiter une quinzaine d'illustres domaines comme Rieussec, Beaucaillou, ou encore Yquem[20]. Seuls certains climats à rentabilité élevée comme le Clos du Roi à Beaune ou le Montrachet qui fut traité uniquement par le sulfure de carbone en septembre 1888[20], conservèrent leurs caractères avec les anciens plans d'avant le Phylloxéra et ce jusqu'à la Première Guerre mondiale[4].

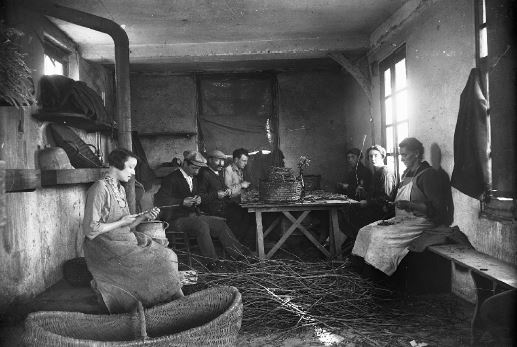
Atelier de greffage dans la maison de portes-ceps américains pour combattre le phylloxéra - Photo de Pierre Ronco, photographe, place Carnot, Beaune, 1903

- 1886 : mariage de François Joseph Bernard Bouchard, fils aîné d'Antonin Bouchard, et de Marthe Saverot-Carnot, sa cousine, fille de Judith Carnot.

#### Finalisation de l'acquisition en Chevalier-montrachet
- 1888 : Julien et Antonin Bouchard, héritier pour moitié chacun du Montrachet et Chevalier-montrachet achètent plus d'un hectare supplémentaire. Avec plus de deux hectares dans ces climats, la maison Bouchard Père & Fils avec Antonin et Julien Bouchard devient l'un des principaux propriétaires en Montrachet et Chevalier-montrachet pour un total de plus de trois hectares, fait souligné en 1894 par messieurs Danguy et Aubertin dans leur livre, "Les Grands Vins de Bourgogne : étude et classement par ordre de mérite" p.61[21].

- 1889 : la maison Bouchard Père & Fils devient une société en nom collectif entre Antonin et Julien Bouchard[22] qui associèrent chacun leur fils aîné François Joseph Bernard (1862-1941) pour Antonin et Bernard (1863-1955) pour Julien.

#### Héritage du VolnayCaillerets Ancienne Cuvée Carnot
- 1889 : naissance de l'« ancienne cuvée Carnot »[4] après l'achat d'un domaine par François Joseph Bernard Bouchard à Judith Carnot sa belle-mère. Cette acquisition comporte entre autres les vignes situées à Volnay dont une parcelle dans chacun des premiers crus suivants : Cailleret Dessus, Fremiets, Taille pieds et Chanlins, reçues en donation partage en 1843 par Françoise-Sidonie Perret, mère de Judith Carnot, de son grand-père Antoine-Philibert-Joseph Bouchard à la suite de l'acquisition que son père Joseph Bouchard en avait faite en 1775.

#### Acquisition du monopole BeauneGrèves Vigne de l’Enfant Jésus
Le 30 janvier 1889, Antonin et Julien Bouchard, associés pour moitié chacun dans la maison Bouchard Père & Fils, firent l'acquisition moyennant 18 000 francs de la totalité du domaine Pommier. Joseph et Armand Pommier ayant rassemblé par différentes acquisitions de 1858 à 1869 le domaine des Carmélites de Beaune à la suite de la vente des biens saisis du clergé en 1791, celui-ci comportant 1 hectare 13 ares 66 centiares de vignes en Grèves dont la Vigne de l'« l'Enfant-Jésus » qui appartenait en 1855 à Basile Bureteypour 55 ares 66 centiares et aux familles La Folly et Bizouard de Montille pour 58 ares 20 centiares. Il devint par la suite l'un des monopoles de Bouchard Père & Fils avec l'achat le 25 octobre 1909 du restant de cette vigne, 4 ares 40 centiares, à Lucien Edouard et François Groffier.
Par ailleurs Bouchard Père & Fils achète quelques vignes supplémentaires dans les premiers crus de Beaune comme dans les climats des Avaux, des Cent Vignes, des Bélissands, des Marconnets, des Teurons, des Tuvilains, des Toussaints, des Champ Pimonts.
- 1890 : Judith Carnot partage ses biens entre ses filles. À cette occasion, Marthe Saverot-Carnot-Bouchard héritent des domaines de Pommard et celui de Bouzeron, propriété des Carnot composés de : 66 ares sur Pommard situés dans les climats des Rugiens et des Combes et de 9,60 hectares sur Bouzeron[4].
Antonin Bouchard se porte seulement acquéreur d'une parcelle située aux Cent-Vignes et d'une autre aux Avaux car celles-ci touchaient son domaine. Mais il refuse d'acheter le reste du domaine d'Edmond Naigeon qui lui propose alors d'acquérir l'ensemble de son vignoble de Beaune provenant de la succession de Philibert Naigeon et Françoise Champy, ses parents. Ainsi les Bouchard n'achètent pas forcément ce qui se trouve sur le marché mais uniquement des parcelles qui leur semblent les mieux situées[4].

- 1891 : acquisition de plus de 6 hectares dans les premiers crus de Beaune - Les Cras, Les Theurons, Les Grèves les Cent-Vignes, Les Marconnets - par Antonin Bouchard pour la somme de 50 350 francs, domaine appartenant à la Ville de Beaune à la suite du ravage du phylloxéra[4]. Le maire à cette époque était Paul Bouchard, son cousin et gérant de la maison Bouchard Aîné & Fils.
Philippe Bouchard (1866-1916), 2e fils aîné de Julien entre dans la société[4].

- 1894 : Étienne Bouchard (1867-1958), 2e fils d'Antonin entre dans la société[4].

### XXesiècle
Globalement, durant le vingtième siècle, les Bouchard s'attachent surtout à exploiter leur domaine plutôt qu'à l'agrandir. Et, bien que soumise comme toute la France aux drames du XXe siècle (Première Guerre mondiale, crise des années 1930 et Seconde Guerre mondiale), la maison Bouchard Père & Fils préserve dans son intégrité le patrimoine constitué par neuf générations familiales.
Début XXe siècle : après la mort de Marthe Saverot-Bouchard, Joseph Bouchard se marie en secondes noces à la nièce de sa première épouse : Marie Perruche de Velna. Cette dernière apporte au domaine Bouchard Père & Fils un vignoble situé sur Volnay dont on peut citer : des vignes sur les climats de Fremiets, des Chanlins, des Caillerets et des Taillepieds.
- 1901 : Philippe, deuxième fils de Julien, en mésentente avec son père sur la gestion de l’établissement remise entre les mains de son frère aîné Bernard, se retira de la société et partit vivre au Maroc à Casablanca avec son épouse et ses deux filles, Marthe et Thérèse âgées respectivement de 10 et 7 ans.

- 1903 : dissolution de la société en nom collectif Bouchard Père & Fils et constitution d'une nouvelle société, en nom collectif Bouchard Père & Fils, entre Antonin avec ses deux fils, François Joseph Bernard (1862-1941) - Étienne (1867-1958), et Julien avec son fils aîné Bernard Bouchard (1863-1955)[4]. Julien conserva néanmoins son capital et ses comptes courants dans les livres de la société jusqu’à son décès le 8 novembre 1921 au château de Maizières - ancienne maison conventuelle ou habitation des moines de l'Abbaye de Maizières - (Saint-Loup-de-la-Salle) et la liquidation de sa succession en 1923.

- 1909 : retrait d'Antonin et de Julien Bouchard de la société en faveur de leurs fils, qui est ensuite dirigée à Beaune par François Joseph Bernard Bouchard, fils aîné d'Antonin[4] et à Bordeaux par Bernard, fils aîné de Julien.
Antonin Bouchard achète un domaine de plus de 7 hectares au lieu-dit du grand cru corton à Aloxe-Corton[4], classé en cuvée hors ligne par le docteur Lavalle dans son livre de 1855 (p. 126). Selon François Joseph Bernard Bouchard et en fonction des sols, sous-sols, altitude, ce climat pouvait produire du corton mais aussi du corton-charlemagne dans les parties les plus hautes de la parcelle.
Extension du domaine sur Savigny-lès-Beaune avec l'acquisition de presque 4 hectares de vignes sur le premier cru des Lavières. À la veille de la Première Guerre mondiale, après presque trois siècles d'existence, Bouchard Père & Fils possède un patrimoine exceptionnel sur le finage de Beaune répartis dans plus de 35 climats différents pour une surface totale supérieure à 50 hectares dont quelques monopoles : 
  - Les Grèves Vigne de l'Enfant-Jésus
  - le Clos de la Mousse
  - le Clos Saint-Landry

- 1921 : le Montrachet, ce cru prestigieux étant détourné au profit d'autres vins. Julien Bouchard, neuf mois avant sa mort, toujours propriétaire du domaine de Montrachet et Chevalier-Montrachet pour moitié, avec son neveu François Joseph Bernard et sept autres principaux propriétaires des vignes en Montrachet, intenta un procès le 17 février 1921 contre le Comité d’agriculture de l’arrondissement de Beaune et contre différents autres propriétaires de Chassagne, de Puligny-Montrachet appelant leurs vignes soit "Chevalier-Montrachet", soit "Bâtard-montrachet", soit "Bienvenues", soit "Pucelles", ou autrement, mais jamais "Montrachet" tout court, et visant à bien délimiter l’appellation Montrachet. Par l'audience et son jugement du 12 mai 1921 le tribunal conclut : « démontrant que les vins produits sur les vignes des défenseurs ne se sont jamais vendus sous le nom de Montrachet, mais généralement et principalement sous celui de Bâtard-montrachet et Chevalier-Montrachet ».. « le tribunal statuant en matière ordinaire et en premier ressort donne acte aux demandeurs.. dit que d'après les usages locaux, loyaux et constants, base de droit aux appellations d'origine aux termes de la loi du 6 mai 1919, l'appellation de Montrachet ne peut être légitimement appliquée qu'aux récoltes provenant des vignes de la région connue sous le nom de Grand-Montrachet, Vrai-Montrachet, ou Montrachet tout court,..annule en tant que de besoin les déclarations des récoltes faites pour 1919 par les défendeurs. Fait défense à chacun d'eux et à quiconque de faire à nouveau usage de l'appellation de Montrachet pour les récoltes pouvant provenir d'autre lieu ». Ainsi fut protégé l’unicité de ce très grand cru et de son appellation.

- 1923 : Par Michel, fils cadet de Julien, avec mandats de ses sept frères et sœurs établis pour la liquidation de la succession de leur père du 27 août 1923 et trois mois avant celle-ci, par licitation du 22 mai 1923, les huit héritiers de Julien Bouchard se virent dépossédés pour 25.000 francs de leur moitié indivise de 1ha 64a 23ca de tout le domaine en Montrachet et Chevalier-Montrachet au profit de François Joseph Bernard Bouchard, fils aîné d'Antonin. Ainsi fut rassemblé tout le domaine en vigne de la maison Bouchard Père et Fils.

- 1932 : création de la Société Civile Immobilière des Domaines du Château de Beaune regroupant toutes les vignes en actifs immobiliers et transformation en Société Anonyme.

- 1950-1960 : Plusieurs échanges de vignes entre la maison Bouchard Père et Fils et d'autres propriétaires sont effectués avec cette constante volonté pour la Maison de rassembler différentes parcelles contiguës dans les endroits les mieux situés.

- 1955 : apport et fusion entre la S.A. Immobilières des Domaines du Château de Beaune et la S.A. B.P&Fils.

- 1969 : la politique d'achats choisis reprend son essor. Le domaine s'enrichit alors de parcelles à Meursault, Chambolle-Musigny et Gevrey-Chambertin.

- 1972 : acquisition d'une parcelle sise au chambertin, grand cru qui « possède au plus haut degré toutes les qualités qui constituent le vin parfait, corps, couleur, bouquet, finesse »[23].

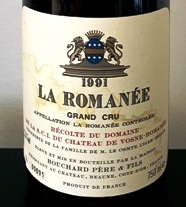
Étiquette sur bouteille de vin La-romanée millésime 1991

- Fac-similé Étiquette La-romanée pour millésime 1982Étiquette sur bouteille de vin La-romanée millésime 19911976 : achat des premières vignes dans le premier cru Genevrières à Meursault.
Bernard Antonin Bouchard, fils aîné de François Joseph Bernard Bouchard, lui-même fils aîné d'Antonin Bouchard, ayant épousé le 23 juillet 1919, Marie Camille Ernestine Bocquillon Liger-Belair, la seconde fille du Comte Henri Auguste Louis Bocquillon Liger-Belair, la Maison Bouchard Père & Fils, après différents négociants depuis 1950, pris sous contrat de 1976 à 2001, l’élevage du vin en barriques, la mise en bouteille et la distribution exclusive et complète de La Romanée, Monopole du domaine de la S.C.I. du Château de Vosne-Romanée, Comte Liger-Belair, cette mention devant être faite sur toutes les étiquettes des bouteilles de ces millésimes de 1976 à 2001.

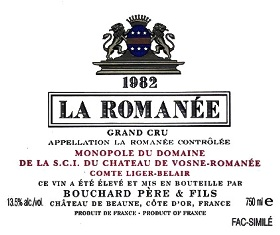
Fac-similé Étiquette La-romanée pour millésime 1982

- 1995 : la famille Bouchard cède la maison à une très ancienne famille champenoise, la famille Henriot, qui poursuit la stratégie mise en place depuis neuf générations. Le domaine Bouchard Père & Fils s'enrichit de parcelles dans deux grands crus en côte de Nuits : bonnes-mares et clos-vougeot.

- 1996 : le domaine Bouchard Père & Fils continue son extension en côte de Nuits en acquérant quelques vignes situées à Gevrey-Chambertin dans le premier cru des Cazetiers.
La maison Bouchard Père & Fils reprend l'exploitation puis la commercialisation du domaine Ropiteau Mignon à Meursault.
Ce domaine s'étend entre autres dans les premiers crus suivants :
  - à Meursault : Les Perrières (75 ares), Les Genevrières, Les Charmes, Les Gouttes d'Or, Les Poruzots, Les Bouchères,
  - à Volnay : Le Clos des Chênes,
  - à Monthélie : Les Champs Fuillots, Les Duresses,
  - à Pommard : Les Chanlins,
  - ainsi que dans les grands crus suivants : échezeaux et clos-vougeot.

- 1998 : achat du domaine William Fèvre[24] à Chablis. La marque est commercialisée indépendamment.

### XXIesiècle
- 2002 à 2005 : après la vinification, le vin La Romanée a été divisé entre la famille Liger-Belair et la Maison Bouchard Père & Fils qui a continué à assurer l'élevage du vin, la mise en bouteille et la commercialisation de sa partie réservée jusqu'à la fin du bail en 2006. Deux étiquettes séparées habillant les bouteilles ont été faites.
- 2005 : inauguration de la Cuverie Saint-Vincent, implantée à Savigny-lès-Beaune.
- 2008 : acquisition du domaine de Poncié-Fleurie, ancienne propriété dans le Vignoble du Beaujolais d'Étienne Bouchard, frère de François Joseph Bernard, fils aîné d'Antonin Bouchard, désormais appelé Villa Ponciago[25].
- 2010 : Christophe Bouchard, de la 9e génération de la famille Bouchard depuis Michel, devient le nouveau directeur général.
- 2014 : Christian Albouy devient le nouveau directeur général en remplacement de Christophe Bouchard. Il est le directeur général de Lejay-Lagoute - crème de cassis de Dijon - dont le Groupe « La Vigie » est actionnaire majoritaire depuis 2004.
- 2015 : décès de Joseph Henriot[6]. Fin décembre 2015, des divergences entre les différents blocs familiaux ont conduit à la mise en minorité de Thomas Henriot, son fils cadet, et de son éviction du poste de directeur général adjoint de Bouchard Père & Fils et directeur général des Champagne Henriot, au profit de Gilles de Bégon de Larouzière-Montlozier, cinquième fils de la sœur cadette de Joseph Henriot, Madeleine Henriot et Dominique de Bégon de Larouzière-Montlosier, qui prend la présidence du conseil d'administration de la holding familiale, « La Vigie »[26], actionnaire principal de Bouchard Père et Fils.
- 2017 : la holding familiale Maisons et Domaines Henriot, « La Vigie », devient actionnaire majoritaire de la propriété Beaux Frères, dans l’État de l’Oregon, aux États-Unis. Une cinquantaine d’hectares sur les coteaux de Ribbon Ridge, une sous-appellation réputée de Chehalemn Mountains. Quatorze hectares seulement sont plantés en vigne, exclusivement en pinot noir.
L'emblème avec son blason est relooké dans le cadre d'une « nouvelle identité »[15] appliquée à l'habillage des bouteilles et annoncée en octobre de cette même année.
- 2018 : Thomas Seiter devient le nouveau directeur général en remplacement de Christian Albouy.
- 2019 : la holding familiale Maisons et Domaines Henriot, « La Vigie », cède en avril le liquoriste crème de cassis de Dijon Lejay-Lagoute acquis en 2004, au no 2 français des vins et spiritueux La Martiniquaise, déjà possesseur du liquoriste crème de cassis L'Héritier-Guyot depuis 2008.

- 2022 : Acquisition de la maison par Artemis Domaines de François Pinault, départ de la direction générale de Thomas Seiter pour la présidence de la maison Jadot, remplacé par le nouveau directeur général Frédéric Engerer.

## Domaine
La maison Bouchard Père & Fils possède aujourd’hui le plus grand vignoble de la Côte d'Or, devant celui des Hospices de Beaune (60 hectares) : 130 hectares (dont 12 classés en grand cru et 74 en premier cru). C’est un patrimoine unique en Bourgogne de par sa diversité et ses appellations prestigieuses : montrachet, Chevalier-montrachet, corton, corton-charlemagne, clos-vougeot, chambertin, beaune Grèves Vigne de l'Enfant Jésus, volnay Caillerets, meursault Perrières…

### Travail de la vigne au domaine
Sur le domaine, est recherché un équilibre entre l’intervention humaine et le cycle biologique de la vigne, afin de permettre à chaque terroir de révéler ses nuances. Le Domaine est depuis 2009 classé "Agriculture raisonnée".
Le Domaine est entretenu par des vignerons et des tâcherons, selon un calendrier strictement établi.
Les raisins sont récoltés à la main, en petites caisses plastiques de 12 kilogrammes pour éviter d'écraser les baies. Elles sont ensuite acheminées le plus rapidement possible à la cuverie Saint-Vincent où un dernier tri (pour écarter les feuilles et les grains insuffisamment mûrs ou abîmés) est effectué.

## Comptabilité

### Chiffre d'affaires
| Année | Chiffre d'affaires (€) |
| ----- | ---------------------- |
| 2011  | 30 000 000             |
| 2012  | 33 200 000             |
| 2013  | 33 500 000             |
| 2014  | 33 500 000             |
| 2015  | 33 800 000             |
| 2016  | 33 750 000             |
| 2017  | 39 180 000             |
| 2018  | 40 200 000             |
| 2019  | 37 217 800             |
| 2020  | 37 763 500             |
| 2021  | 50 481 200             |

### Résultat net
| Année | Résultat net (€) | Variation par rapport à l'année précédente |
| ----- | ---------------- | ------------------------------------------ |
| 2012  | 3 120 000        | -13,06 %                                   |
| 2013  | 1 300 000        | -59,77 %                                   |
| 2014  | 900 000          | -28,25 %                                   |
| 2015  | 300 000          | -71,10 %                                   |
| 2016  | 2 063 500        | +692,74 %                                  |
| 2017  | 2 764 800        | +33,99 %                                   |
| 2018  | 3 672 800        | +32,84 %                                   |
| 2019  | 3 990 700        | +8,66 %                                    |
| 2020  | 3 550 400        | -11,03%                                    |
| 2021  | 9 694 800        | +173.06%                                   |

## Vins du domaine

### Grands crus
- Rouges :
  - Bonnes-Mares
  - Chambertin
  - Clos-Vougeot
  - Corton
  - Échezeaux

- Blancs :
  - Chevalier-montrachet La Cabotte
  - Corton-Charlemagne
  - Montrachet

### Premiers crus
- Rouges :
  - Beaune du Château
  - Beaune Marconnets
  - Beaune Teurons
  - Beaune Clos de la Mousse
  - Beaune Grèves Vigne de l’Enfant Jésus
  - Gevrey-Chambertin les Cazetiers
  - Monthélie les Duresses
  - Monthélie Clos les Champs Fulliot
  - Nuits-Saint-Georges les Porrets Saint-Georges
  - Nuits-Saint-Georges les Cailles
  - Pommard les Pézerolles
  - Pommard Rugiens
  - Savigny-lès-Beaune les Lavières
  - Volnay Taillepieds
  - Volnay Clos des Chênes
  - Volnay Frémiets Clos de la Rougeotte
  - Volnay Caillerets (Ancienne Cuvée Carnot)

- Blancs :
  - Beaune du Château
  - Beaune Clos Saint-Landry
  - Chassagne-Montrachet en Rémilly
  - Meursault le Porusot
  - Meursault Charmes
  - Meursault les Gouttes d’Or
  - Meursault Genevrières
  - Meursault Perrières

### Villages
- Rouges :
  - Aloxe-Corton
  - Monthélie

- Blancs :
  - Meursault
  - Meursault les Clous